# Vsevolod II. Kijevski
Vsevolod II. Olgovič (starovzhodnoslovansko Всеволодъ Oльгович) je bil od leta 1127 do 1139 černigovski knez in od leta 1139 do svoje smrti kijevski veliki knez, * okoli 1094, † 27. julij 1146.
Bil je sin černigovskega kneza Olega Svjatoslaviča. Poročen je bil z Marijo Mastislavno, hčerko kijevskega velikega kneza Mstislava. Z njim je imela dva sinova in dve hčeri:
- Svjatoslava III. Kijevskega,
- Jaroslava II. Vsevolodoviča,
- Ano, po podatkih v nekaterih kronikah poročeno gališkim knezom, sinom Vasiljka Rostislaviča, in
- Zvenislavo, poročeno v vroclavskom vojvodom Boleslavom I. Visokim.

Čeprav je imel dva sinova, je za svojega naslednika izbral svojega brata Igorja in od svojih podložnikov zahteval, da sprejmejo Igorja za kijevskega velikega kneza.  Po eni od pripovedi je Vsevolod celo ukazal Kijevčanom poljubiti sveti križ in priseči zvestobo Igorju, kar so mu zamerili. Malo pred smrtjo je Vsevolod postal menih z imenom Gavriil.